# Marieke van Amerom
Marieke van Amerom (25 januari 1942) is een schilder en tekenaar uit Alphen aan den Rijn.
Van Ameroms tekeningen zijn verhalend en geïnspireerd op haar levendige nachtelijk droomleven. Die schrijft ze 's morgens op om ze daarna op papier met oost-Indische inkt, pen en penseel te tekenen, soms met kleuraccenten. Dit is voor haar een dagelijkse routine dat haar inspiratie en ideeën voor andere werk geeft.
Lijven zijn voor Van Amerom een obsessie. Omdat ze zoekt naar en experimenteert met een vrijere benadering van het menselijk (en dierlijk) lichaam, werkt ze niet met modellen.

## Loopbaan
Van Amerom volgde de opleiding aan de Academie voor Beeldende Kunsten, later gevolgd door een post-academiejaar aan de Willem de Kooning Academie en Masterclasses bij Theo Jansen, Peter Struycken en Herman Makking.
Sinds 1966 woont ze in Alphen.
De onderzoeken van Carl Jung over dromen en het onbewuste hebben veel invloed gehad op haar werk. Eind jaren 1970 begon ze haar dromen op te schrijven, daarna ging ze deze ook tekenen, met pen en oost Indische inkt.
Van Amerom was betrokken bij het Literair Café van Alphen aan den Rijn en was in 1987 mede- oprichter van de Stichting Alphense Ateliers (STA-ART). STA-ART was op initiatief van mede Van Amerom opgericht omdat ze als stichting meer gewicht dan een groepje losse kunstaars zouden hebben in hun toenmalige strijd voor eigen ateliers.
Haar werk is veel geëxposeerd, zowel in Nederland als in het buitenland, zoals in Sint Petersburg, Tallinn, Perugia en Murcia.
In Alphen was werk van haar te zien tijdens open atelierdagen, Kunstestafettes en projecten, zoals “Reisgenoten” en “Toen en Nu”. In 1996 werd ze genomineerd voor de Kunstprijs Stad Gouda. Daar deed zij ook mee aan de expositie “Mannelijk Naakt”. Schilderen naar naaktmodel bleef zij doen tot 2008, wat onder meer leidde tot een overzichtstentoonstelling in de Garenspinnerij in Gouda.

## Oeuvre en exposities
- 2003: Expositie Komen en gaan, schilderijen en tekeningen van Van Amerom en Astrid van der Horst. Mede in deze expositie wordt Van Ameroms vrije benadering van het lichaam getoond: in een tijd waar slankheid en strakheid de norm lijkt te zijn, draait Van Amerom haar hand niet om voor een vetplooi meer of minder. Haar werk  zou in deze expositie doen herinneren aan de vrouwen van Rembrandt, Rubens en Jordaens, alsook aan de vrouwen van impressionisten als Degas en Renoir.[7]
- 2004-2006: Toen en nu, kunstpanelen geëxposeerd in Alphen aan den Rijn.[8]
- 2012: Zeerozen (schilderijen en objecten, geëxposeerd in het Schoutenhuis van Alphen aan den Rijn.[9]
- 2013: Solo expositie Bird Fragments. Behalve de Oost-Indische tekeningen van droombeelden, zijn in deze expositie collages te zien waarin verscheurde schilderwerken en kopieën van tekeningen verwerkt zijn. Daaroverheen zijn onderdelen van vogels getekend. De collages hangen los in de ruimte en vormen samen een mobile. Dit werk is geïnspireerd op een gelijknamige muziekstuk van Toshio Hosokawa.[3]
- 2016: Expositie met thema Waanzin, waarin Van Amerom exposeert met STA-ART[10]
- 2017: Collage gewijd aan J.C. Bloem, aangekocht door de gemeente van Alphen en geplaatst in de nieuwe bibliotheek aldaar.[11]

## Maatschappelijke betrokkenheid

### Reuring aan het Ashramcollege

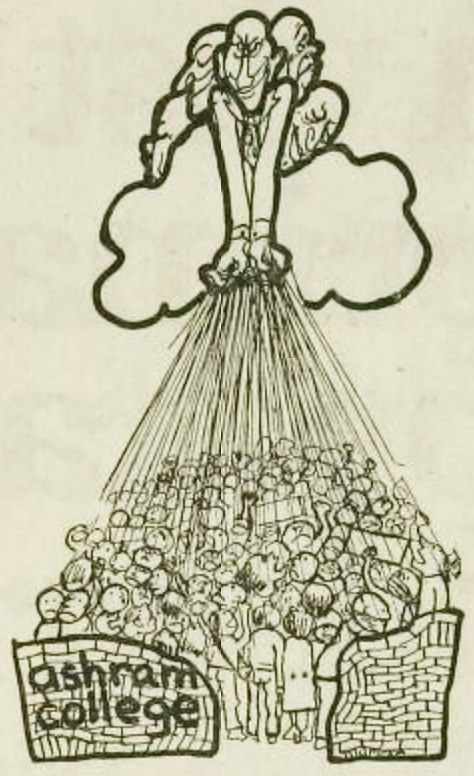
Tekening over de gang van zaken aan het Ashramcollege In 1980.

In 1980 publiceerde Van Amerom een tekening in het Leidsch Dagblad om haar boosheid over de gang van zaken aan het Ashram college te uiten. Op deze school in haar woonplaats was sinds 1978 een slepend conflict gaande omtrent het te voeren onderwijs.

### Kunstenaars in opstand
Kunstenaars in het hele land hadden een moeilijke tijd in de negentientachtiger jaren. Een van de oorzaken was de afschaffing van de Beeldende Kunstenaars Regeling (BKR), volgens welke kunstenaars in ruil voor een kunstwerk of dienst en andere voorwaarden een inkomen kregen. Hoewel Van Amerom als getrouwde vrouw sowieso geen recht had op dit inkomen, droeg de afschaffing van deze regeling bij aan de schaarste aan ateliers in Alphen. Omdat er in die plaats vrijwel geen kunstbeleid was waren er geen ateliers beschikbaar, ondanks de vele leegstaande panden.
Hoewel ze aanvankelijk gedoogd leken te worden door de gemeente, naar wie de kunstenaars openlijk hun intentie de leegstaande panden als atelier te gebruiken toonden, werden ze in 1988 als een kraakbeweging bestempeld. Dit leidde tot een vete met de gemeente dat duurde tot begin 1991, toen de kunstenaars met hulp van een middenstander de Stichting Alphense Ateliers (STAA), een eigen galerie aan de Prinses Irenelaan konden openen. De opening werd uitgevoerd door Gerda Havertong. De STAA is anno 2020 gehuisd in de Aarhof, waar nog steeds geregeld exposities te zien zijn.
- RKD-Nederlands Instituut voor Kunstgeschiedenis: 1516